# Luca Marchegiani
Luca Marchegiani, född 22 februari 1966, är en italiensk före detta professionell fotbollsmålvakt som spelade för fotbollsklubbarna Jesina, Brescia, Torino, Lazio och ChievoVerona mellan 1984 och 2005. Han spelade också nio landslagsmatcher för det italienska fotbollslandslaget mellan 1992 och 1996, där höjdpunkten var att få ett silver i världsmästerskapet i fotboll 1994.

## Vunna mästerskap och turneringar
Marchegiani vann följande mästerskap och turneringar:
| Torino - Ett Serie B-mästerskap (1990–1991) - En Mitroacup (1991) - En Coppa Italia (1992–1993) | Lazio - Två Coppa Italia (1997–1998, 1999–2000) - Två Supercoppa Italiana (1998, 2000) - En Cupvinnarcup (1998–1999) - En Uefa Super Cup (1999) - Ett Serie A-mästerskap (1999–2000) |